# さくら湯
さくら湯（さくらゆ）は、熊本県山鹿市山鹿1-1にある山鹿温泉の共同湯。運営は山鹿市。建物は九州最大級の木造温泉施設とされる。

## 歴史

### 御茶屋の創建
小倉藩から熊本藩に国替えとなった細川忠利は、熊本城に入場する前に山鹿に泊まり、その温泉（山鹿温泉）を気に入った。寛永17年（1640年）、細川忠利の命で山鹿に御茶屋が建てられ、湯屋などが併設された。

### さくら湯（1871年-1975年）
1870年（明治3年）、横井小楠門下の江上津直と井上甚十郎は、私財を投じて山鹿温泉（御茶屋）の改修に着手した。熊本藩知事の細川護久から敷地を無償で譲渡されると、1871年（明治4年）1月に上棟式が行われ、1872年（明治5年）春に山鹿温泉が落成した。熊本藩は江上と井上の功績を称え、山鹿温泉は町有の施設となった。やがて山鹿温泉は熊本県随一の温泉場と称されるようになった。江上と井上は共同で事業を行うことが多く、1876年（明治9年）には二人揃って熊本県会議員に当選している。
1898年（明治31年）には入湯が有料化された。その後、同年7月には道後温泉本館を建てた棟梁の坂本又八郎による大改修に着工し、1899年（明治32年）7月に竣工した。唐破風の玄関が築かれたのはこの際である。一等の松の湯、二等の紅葉湯、三等の桜湯が確立され、この際に入湯が有料化された。
1909年（明治42年）に大阪の岡本増進堂によって製作された「天狗番付百種 温泉番付」では、大関は有馬温泉、関脇は城崎温泉、小結は道後温泉、前頭は1枚目から山中温泉、雲仙温泉、阿蘇温泉、霧島温泉と続き、前頭5枚目に山鹿温泉が挙げられた。熱海温泉・箱根温泉・伊香保温泉は別格扱いの行司である。
1929年（昭和4年）には南側にも唐破風の玄関が付け加えられた。1958年（昭和33年）には浴槽が改修された。

### 温泉プラザ山鹿（1975年-2012年）
1971年（昭和46年）8月には山鹿市の中心市街地で大火が起こり、49棟が全焼・26棟が半焼する大きな被害を出した。山鹿大火後には中心市街地の再開発事業が行われ、単独施設としてのさくら湯は1973年（昭和48年）に解体されたが、1975年（昭和50年）4月、再開発ビルである温泉プラザ山鹿（プラザファイブビル）の一角で営業を再開した。なお、この際に旧館の唐破風は保存されており、1976年4月には温泉プラザ山鹿に唐破風が復元された。

### 現行施設（2012年-）
2010年代初頭には中心市街地の再度の再開発事業が行われ、2012年（平成24年）11月23日にはさくら湯が復原された和風建築で営業を再開した。開業記念式典にはドラマ『水戸黄門』の入浴シーンが人気の由美かおるや、数学者の秋山仁なども列席した。

## アクセス
- 熊本桜町バスターミナル、玉名駅、新玉名駅のいずれかから九州産交バス山鹿温泉ゆきに乗車し「山鹿温泉（八千代座入口）」下車すぐ。
- 九州自動車道植木インターチェンジから12㎞、菊水インターチェンジから9.5㎞。

## 周辺
- 山鹿温泉
- 八千代座
- 山鹿灯籠民芸館